# Wiesenbronn
Wiesenbronn település Németországban, azon belül Bajorországban. Lakosainak száma 1128 fő (2023. december 31.). Wiesenbronn Castell és Iphofen községekkel határos.

## Népesség
A település népessége az elmúlt években az alábbi módon változott:
| Lakosok száma | 1020 | 1039 | 783  | 848  | 971  | 1041 | 1064 | 1078 | 1074 | 1128 |
|               | 1875 | 1950 | 1975 | 1987 | 2012 | 2014 | 2016 | 2017 | 2021 | 2023 |